# دارشکنک شکم‌سفید
دارشکنک شکم‌سفید (نام علمی: Picumnus spilogaster) نام یک گونه از سرده دارشکنک‌ها است.